# Christoph Hainz
Christoph Hainz (Selva dei Molini, 23 luglio 1962) è un alpinista, guida alpina, istruttore guide alpine e maestro di sci italiano.
Alpinista polivalente (pratica l'arrampicata su roccia, ghiaccio e misto ad alti livelli), ha un curriculum di salite di oltre 2.000 vie, di cui molte prime ascensioni e solitarie estreme.

## Biografia
Cresciuto in montagna, incomincia a dedicarsi seriamente all'alpinismo solo verso i vent'anni. Nel 1990, a ventotto anni, diviene guida alpina e lascia il lavoro di meccanico d'auto. Nel 1998 diviene istruttore delle guide alpine.
Un luogo molto importante per Christoph Hainz sono state le Tre Cime di Lavaredo su cui ha aperto insieme a Kurt Astner ben quattro nuove vie: Das Phantom der Zinne sulla Cima Grande, Alpenliebe e Pressknödl sulla Cima Ovest, Ötzi trifft Yeti sulla Cima Piccola. Sempre sulla Cima Grande ha effettuato la prima ripetizione e la prima invernale della via Barbier e la prima solitaria invernale della Superdirettissima.
Ha effettuato scalate in tutto il mondo, in Marocco, Giordania, Antartide, Groenlandia, Himalaya, Patagonia. Tra le salite extra-europee più famose la nuova via sullo Shivling insieme ad Hans Kammerlander nel 1993 e la salita in solitaria del Fitz Roy in sole nove ore nel 1994.
Nel 2003 è balzato agli onori della cronaca per la salita della parete nord dell'Eiger in solitaria in 4 ore e mezza (4h:30 alla cresta, dieci minuti dopo in vetta), abbassando il record di vent'anni prima di Thomas Bubendorfer che lo aveva stabilito in 4 ore e 50 minuti.
Sposato con due figli, vive a Riscone e oltre all'alpinismo si dedica a tenere conferenze sulla sua carriera e realizzazioni.

## Salite sulle Alpi
Nel seguente elenco sono riportate alcune delle salite più significative di Christoph Hainz sulle Alpi.
- Via Heckmair - Eiger - 1989 - Salita con Engelbert Pallhuber
- Zauberlehrling (Apprendista Stregone) - Cima Scotoni - 1990 - 750 m/7c+ Prima salita con Osvald Celva in sei giorni, prima libera in giornata solo nel 2009 dei fratelli Riegler[5]
- Elefantenohr - Gruppo del Sella/Punta Murfreid - 5 luglio 1990 - Prima salita con Valentin Pardeller, 380 m/7a[6]
- Haar im Arsch - Gruppo del Sella/Anticima del Piz Miara - 18-19 luglio 1990 - Prima salita con Valentin Pardeller, 350 m/7a+[7]
- via Barbier - Cima Grande di Lavaredo - 1991 - Prima ripetizione con Valentino Pradella della via di Miroslav e Michal Coubal del 1989[8]
- Kein Rest von Sehnsucht - Monte Civetta/Punta Tissi - agosto 1991 - Prima salita con Valentin Pardeller, 1000 m/ 6c+[9]
- Attraverso il Pesce - Marmolada - 1992 - Salita a vista in undici ore
- Auf die Felsen ihr Affen - Sas dla Crusc - luglio 1994 - Prima salita con Kurt Astner, 250 m/7a[10]
- Das Phantom der Zinne - Cima Grande di Lavaredo - agosto 1995 - Prima salita con Kurt Astner, 550 m/7c+[11]
- Alpenliebe - Cima Ovest di Lavaredo - settembre 1996 - Prima salita con Kurt Astner, 600 m/7c[12]
- Superdirettissima - Cima Grande di Lavaredo - 1997 - Prima solitaria invernale
- via Barbier - Cima Grande di Lavaredo - gennaio 1999 - Prima invernale con Kurt Astner[8]
- Ötzi trifft Yeti - Cima Piccola di Lavaredo - giugno 2000 - Prima salita con Kurt Astner, 350 m/7a[13]
- Moulin Rouge - Gruppo del Catinaccio/Roda di Vael - giugno 2002 - Prima salita con Oswald Celva, 380 m/7a[14]
- Via Heckmair - Eiger - 24 marzo 2003 - Salita in solitaria in 4h:30[3]
- Donnafugata - Torre Trieste - 2004 - Prima salita con Roger Schäli, liberata da Mauro Bole nel 2007, 750 m/8a[15]
- Magic Mushroom - Eiger - 2007 - Prima salita con Roger Schäli, liberata da Stephan Siegrist nel 2009, 600 m/7c+[16]
- Pressknödl - Cima Ovest di Lavaredo - 2009 - Prima salita con Kurt Astner, liberata dagli stessi nel 2010, 400 m/7c[17]

## Spedizioni extra-europee
- Salathé - El Capitan - 1991
- Kammerlander-Hainz - Shivling - 1993 - Prima salita con Hans Kammerlander[18]
- Via Franco-Argentina - Fitz Roy - 1994 - Salita in solitaria in nove ore[19]
- Ride mit the camel - Jebel Rum (Giordania) - 1995 - Prima salita[20]
- Südtiroler Profil - Ulamertorsuaq (Groenlandia) - 1996 - Prima salita
- La Mano del Maroc - Taghia (Marocco) - 2005 - Prima salita con Roger Schali[21]
- Tartaruga - Asta Nunaat (Groenlandia) - 2006 - Prima salita con Andi Fichtner e Roger Schali[22]